# Blues Saraceno
Blues Saraceno (Hartford, 17 ottobre 1971) è un chitarrista, compositore e produttore discografico statunitense.

## Biografia
Blues Saraceno è nato da genitori musicisti, che lo hanno introdotto fin dalla tenera età a diversi strumenti musicali. Ha iniziato a suonare la chitarra a 9 anni. Quando ne aveva 13, si ruppe il gomito cadendo da un go kart e chiese al medico di posizionare la garza gessata in modo tale da potergli permettere di suonare anche durante il recupero. A 19 anni si trasferì a Los Angeles per cercare successo nel mondo della musica.
Ancora adolescente, mandò una cassetta demo al cantante Michael Bolton, che decise di arruolarlo per suonare un brano nell'album di Cher, Heart of Stone. Il disco vedeva la collaborazione di altri noti collaboratori come Peter Asher, Diane Warren e Desmond Child. Nel frattempo, Saraceno finì su alcune delle più importanti riviste specializzate di chitarra e pubblicò il suo album di debutto, Never Look Back nel 1989.
Nei primi anni novanta vinse un'audizione con Jack Bruce e Ginger Baker, ex membri dei Cream, che decisero di portarlo in giro con loro. Dopo due tournée statunitensi di successo, Saraceno venne rapidamente ribattezzato il "ragazzo che sostituì Eric Clapton". Egli continuò inoltre a pubblicare altri due album solisti (Plaid e Hairpick) e rafforzare la sua reputazione di turnista.
Nel 1993 venne chiamato dai Poison, in sostituzione di Richie Kotzen, licenziato nel pieno del loro ultimo tour per essere stato sorpreso in una relazione con la fidanzata del batterista Rikki Rockett. Il gruppo cominciò a registrare un nuovo album, intitolato Crack a Smile nel 1994. Tuttavia le registrazioni furono interrotte a causa di un incidente del cantante Bret Michaels con la sua Ferrari. La casa discografica decise di rimandare l'uscita del nuovo materiale in favore della raccolta Poison's Greatest Hits: 1986-1996, dove comunque figuravano due canzoni inedite appartenenti alle sessioni di Crack a Smile. Saraceno lasciò il gruppo amichevolmente a seguito del ritorno del chitarrista storico C.C. DeVille. L'album completo vedrà luce soltanto nel 2000.
Negli anni successivi iniziò a costruirsi una carriera come compositore di film, videogiochi, programmi televisivi, spot pubblicitari e serie.

## Discografia

### Solista
Album in studio
- 1989 – Never Look Back
- 1992 – Plaid
- 1994 – Hairpick

Raccolte
- 2000 – The Best of Blues Saraceno

### Con i Poison
- 1996 – Poison's Greatest Hits: 1986-1996
- 2000 – Crack a Smile...and More!

### Altri album
- 1989 – Cher – Heart of Stone
- 1989 – Taylor Dayne – Can't Fight Fate
- 1990 – The Randy Coven Band – Sammy Says Ouch!
- 1991 – Kingdom Come – Hands of Time
- 2000 – Transmission OK – The Sky, the Stars and the Great Beyond...
- 2000 – Dweezil Zappa – Automatic
- 2003 – Rikki Rockett – Glitter 4 Your Soul
- 2003 – Ziggy Marley – Dragonfly
- 2004 – Melissa Etheridge – Lucky
- 2009 – The Infinite Staircase – The Road Less Taken
- 2016 – Lita Ford – Time Capsule
- 2020 - Chris Catena's Rock City Tribe - Truth in Unity

### Tribute album
- 1999 – Little Guitars: A Tribute to Van Halen
- 1999 – Not the Same Old Song and Dance: Tribute to Aerosmith
- 2001 – One Way Street: A Tribute to Aerosmith